# Shirur
Shirur es una ciudad y  municipio situada en el distrito de Pune en el estado de Maharashtra (India). Su población es de 37111 habitantes (2011). Se encuentra a orillas del río Ghod, a 71 km de Pune.

## Demografía
Según el censo de 2011 la población de Shirur era de 37111 habitantes, de los cuales 19003 eran hombres y 18108 eran mujeres. Shirur tiene una tasa media de alfabetización del 85,18%, superior a la media estatal del 82,34%: la alfabetización masculina es del 88,51%, y la alfabetización femenina del 81,76%.